# Popillia flexuosa
Popillia flexuosa är en skalbaggsart som beskrevs av Lin 1988. Popillia flexuosa ingår i släktet Popillia och familjen Rutelidae. Inga underarter finns listade i Catalogue of Life.